# Нови примитивизам
Нови примитивизам био је субкултурни покрет основан марта 1983 и музички правац настао из панк рока и новог таласа. у Сарајеву, главном граду СР Босне и Херцеговине унутар СФР Југославије. Покрет се изражавао музички, те сатиром, и надреалном скеч комедијом на радију и телевизији. Протагонисти и следбеници покрета били су познати као нови примитивци илити new primitives.
Функционишући као кровни концепт који обухвата рад два рок састава: Забрањено пушење и Elvis J. Kurtović & His Meteors, те стваралаштво радијског сегмента "Топ листа надреалиста" који је 1984. прерастао у телевизијску скеч емисију, дискурс Новог примитивизма првенствено је доживљаван као зајебантски и духовит.
Покрет се званично распао током 1987., иако су бендови и телевизијска емисија наставили рад још пар година—Elvis J. Kurtović & His Meteors до 1988. године, Забрањено пушење (у том облику) до 1990. и Топ листа надреалиста до 1991. године.

## Карактеристике
Заснивајући се на духу обичног босанског становништва ван културног мејнстрима, покрет је извео жаргон сарајевских махала (препун сленга и турцизама) на званичну југословенску јавну сцену. Многе песме и скечеви новог примитивизма баве се „малим људима“—пензионерима, рударима, ситним криминалцима, уличним насилницима, девојкама из провинције итд.—убаченим у необичне и апсурдне ситуације. Стилски, методе нових примитиваца упоредиве су са Летећим циркусом Монтија Пајтона, делећи кратку форму скечева и користећи апсурдност као средство изазивања смеха код публике. Оличење новог примитивизма је омладинац који чита захтевну литературу попут Хегелове Феноменологије духа, али му истовремено није проблем ни да се потуче. Покрет се успоставио као сарајевска реакција на новоталасне и панк покрете који су захватили алтернативну музичку сцену у Југославији. Неке од најистакнутијих особина новопримитивног покрета биле су промовисање и популаризовање сарајевског уличног жаргона и сленга који није био познат изван Сарајева, уздизање менталитета и културе сарајевске махале, приказујући локалне ликове попут ситних криминалаца, алкохоличара, мање познате поп-културне личности, радничку класу и будалаштине на локалним улицама. Због тога се покрет сматрао локал-патриотским и еклектичним изразом сарајевске урбане културе.
Протагонисти покрета гајили су специфичан поглед на нови примитивизам. Вероватно најистакнутији међу њима, Неле Карајлић, објаснио је једном приликом да је покрет „настао унутар јасно дефинисаних историјских координата, просторно и временски, тачно на пола пута између мјеста гдје је Гаврило Принцип убио надвојводу Франца Фердинанда јуна 1914. године и мјеста гдје је упаљен Олимпијски пламен фебруара 1984., док се временски, догодио негдје у периоду између Титове смрти у мају 1980. и почетка афере Агрокомерц 1987. године". Карајлић покрет додатно види као "отпор било ком облику естаблишмента—културног, друштвеног и политичког—не само рокенрол естаблишмента који је тада доминирао Сарајевом са такозваним 'диносаурус' бендовима попут Бијелог дугмета и Индекса, које су нови примитивци доживљавали с одређеном дозом презира". Доминантан метод друштвене и културне критике који је покрет користио подразумевао је потпуну локализацију путем смештања нарације у Сарајево. Уз даљу употребу (често и стварање/измишљање) локалних урбаних легенди, културних и друштвених феномена те живих ликова, најчешће маргиналаца, као катализатора за осликавање шире политичке слике. Тиме је покрет постао и ригидно локална експресивна форма која је дала платформу језику, култури и митовима сарајевских улица, а истовремено је избила и на ширу југословенску сцену. Још једна карактеристика покрета било је усвајање псеудонима од стране свих водећих личности, које су имале тенденцију да буду или комичне природе или засноване на семантици надимака који су одувек били врло распрострањени у Сарајеву. Главни разлог за то био је тај што нико од чланова није могао бити етнички идентификован. Други разлог је био давање платформе за стилизацију надимака која је била истакнута у Сарајеву - облик локал-патриотизма и исмејавања самога себе.
"Главни идеолог покрета" Малколм Мухарем назвао је нови примитивизам "првим сарајевским метком који је погодио своју мету још од Принциповог атентата на Фердинанда 1914."

## Порекло термина
Назив покрета лансиран је као подсмешљива реакција на два већ актуелна покрета у масовној култури с почетка 1980-их: нови романтизам на Западу и Neue Slowenische Kunst у југословенској републици СР Словенији. С једне стране, термин нови примитивизам био је јасна антиреференца на нови романтизам јер су сарајевски момци настојали да буду све осим романтични и слатки, док су с друге стране такође желели да нагласе стереотипе из популарних југославенских вицева о Босанцима и Словенцима—где се први приказују као сирови, несофистицирани, простодушни и отвореног срца, а други као укочени, хладни, уштогљени, посредни и прорачунати. У уметничком и изражајном смислу, нови примитивизам се у највећој мери наслањао на покрете попут новог таласа и панка.

## Историја
Крајем 1970-их и почетком 1980-их, стасавала је генерација клинаца из сарајевског насеља Кошево, сви рођени почетком или средином 1960-их. Одгајани у породицама више средње класе које су живеле у стамбеним зградама изграђеним након Другог светског рата, њихова адолесцентна интересовања кретала су се око музике, фудбала и филмова. Убрзо су се усредсредили на музику као основну активност и истовремено са поласком у средњу школу покренули бендове упркос врло ограниченим музичким способностима. Већину музичких узора проналазе у западњачкој масовној култури—од оних раних попут Џерија Ли Луиса, Лу Рид, The Rolling Stones, The Who итд. до оних каснијих којима су се приклањали пратећи панк сцену која је упоредо настајала.
До почетка 1980. године, клинци успевају да адаптирају подрум у приземљу стамбене зграде у улици Фуада Миџића 19 у импровизовани простор за пробе где увежбавају музички материјал, одржавају камерне представе, па чак и модну ревију. У почетку врло неформални са нередовним пробама и честим променама састава (често путем међусобних трампи чланова бенда), до 1981. бендови—названи Забрањено пушење и Elvis J. Kurtović & His Meteors—попримили су нешто озбиљнију ноту. Усвојивши гаражни/панк рок сензибилитет, почели су да посвећују више пажње писању песама те кренули да свирају по малим градским клубовима. Паралелно, од маја 1981. године, неки од клинаца из оба бенда добили су прилику да сарађују на "Топ листи надреалиста", сегменту у оквиру радијске емисији  ‘’Примус‘’ која се емитовала седмично, суботом ујутро, на другом каналу Радио Сарајева.

### 1982-1983: Формирање покрета
Идеја о стварању покрета као оквира који би обухватао њихову целокупну активност месецима је крајем 1982. године и почетком 1983. била предмет дискусије међу појединцима окупљеним око групе Elvis J. Kurtović & His Meteors—менаџера бенда Малколма Мухарема, главног текстописца и маскоте Елвисa Ј. Куртовићa и певача Горана Ризе Петрановића—који су осмислили "Манифест новог примитивизма" објављен 1982. године у локалном фанзину.
Остали истакнути чланови покрета постали су др. Неле Карајлић, мр. Сејо Сексон, Дражен Ричл, Борис Шибер, Зенит Ђозић и други из сарајевског насеља Кошево. Успут су им се придружили и појединци изван кошевског миљеа, као на пример Бранко Ђурић Ђуро, који ће временом такође постати истакнути. Упркос томе што је био нешто старији и није био из истог краја, филмски редитељ Емир Кустурица (који је већ био добро познат са својим награђиваним филмом Сјећаш ли се Доли Бел) био је сарадник и пријатељ екипе; иако се његови филмови не могу директно повезати са покретом, њихов дух свакако дели одређена осећања са новим примитивизмом. Док су бендови свирали мале демо свирке по граду, наилазили су и на друге рок бендове у повоју, попут Плавог оркестра и Црвене јабуке који су такође неговали сличне тематске наративе усресређене на приче о малим локалним ликовима, иако ће се убрзо удаљити од те естетике и окренути ка комерцијалнијем мејнстриму.
Сматра се да је покрет незванично лансиран на свирци Elvis J. Kurtović & His Meteors у сарајевском клубу ЦЕДУС почетком марта 1983. На истој свирци наступило је и Забрањено Пушење. Под утицајем остварења попут филма Quadrophenia из 1979. који приказује омладинску сцену Лондона са екипама попут модова, рокера и Теди бојса, момци са Кошева покушали су да створе своју локалну верзију тога. Формално увођење новог ентитета није променило ништа у динамици интерне групе јер су сви они наставили да функционишу као дружина из комшилука, али је новинарима дало нешто за шта могу да се ухвате и олакшало пласман бендова у широј јавности. По сопственом признању, Мухарем је користио покрет "како би створио утисак у Београду и Загребу да се у Сарајеву дешава нешто више него што се у ствари дешава".
Сада када су почели да функционишу као покрет, поред музике и комедије на радију, момци су одлучили да прошире своје начине изражавања - покушавајући да осмисле стил одевања који ће се повезати са новим примитивизмом. Неслужбени изглед покрета рођен је тако са стилом демодеа који се састоји од уских звонастих панталона, карираних јакни, танке златне огрлице која се носи изнад кошуље и шиљатих ципела (тзв. Шпицоке) - сличних изгледу одела из 1970-их — који су момци усвојили од ситних силеџија и малих кријумчара и џепароша виђених по Башчаршији - иако не носе, одевне предмете попут Левис 501 фармерки које су или прокријумчарене из Италије или су фалсификоване локално у Југославији. Elvis J. Kurtović & His Meteors посебно су пригрлили овај ретро изглед, а млада публика су се ускоро појавила на својим клупским свиркама обучена на овај начин. У међувремену, Карајлић је дошао до незваничне вере покрета: "Туђе хоћемо, своје немамо" ("Шта није наше, ми желимо; јер наше, немамо."), Пародија на један од често коришћених политичких слогана комунистички период: "Туђе нећемо, своје не дамо." ("Оно што није наше, не желимо; наше, нећемо одустати."). Једна од првих активности у име покрета била је писање отвореног писма Горану Бреговићу, најпознатијем и најутицајнијем рок музичару у Југославији, који је тренутно пролазио кроз добро документовану креативну и комерцијалну кризу са својим бендом Бијело дугме, најновији студијски напори добијају лоше критике и продају се углавном, као и извештаји о сукобима и скором одласку вокалисте Жељка Бебека. Преплављено веселим сарказмом и заосталим комплиментима, писмо нових примитиваца позвало је Бреговића да им се придружи, нудећи му нови почетак уз креативно ресетовање.

### 1983–1984: Elvis J. Kurtović & His Meteors покрећу причу
Elvis J. Kurtović & His Meteors били су први међу новим примитивцима који стичу извесну афирмацију на сцени. Промовисани од стране менаџера Мухарема, који је поред вођења пословних аспеката бенда имао утицај и на његове креативне активности, након клубова по Сарајеву Elvis J. Kurtović & His Meteors 1983. почињу да одлазе и на клупске свирке у друге југословенске градове—Београд (СКЦ), Загреб (Кулушић и Лапидариј), Ријеку (Палах), Пулу итд.—где наилазе на добре реакције младе клупске публике. Мањак оригиналности у свом звуку—којим доминирају директне обраде Ролинг Стонса, The Who итд.—надомешћују осебујним живим наступом који се претвара у јединствену мешавину рокенрола са елементима стенд-уп комедије уз обиље младалачке енергије коју главни текстописац и маскота бенда Елвис Ј. Куртовић усмерава са бине непрестаном комуникацијом са публиком између песама. Док углавном свирају по студентским клубовима, промотивне активности су им ограничене на штампане медије. Мухарем би им осигуравао публицитет престављајући их као родоначелнике новог покрета те уздизања новог примитивизма и усмеравања новинара из југословенске омладинске штампе—београдских листова Џубокс и Репортер, загребачког Полета и љубљанске Младине—да заузму 'прави угао' за причу, док се чланови бенда доприносили утиску дајући живописне интервјуе и бомбастичне изјаве, често изговорене у облику манифеста.

[Током љета 1983] били смо негдје на путу, на некој свирци. Кад смо се вратили у Сарајево у нашем омиљеном кафићу "Дедан" на Чаршији дочекао нас је наш друг Бранко Ђурић-Ђуро, такођер млади рокер, и драматичним тоном нам саопћио: "Хеј, тражио вас је новинар из Старта, хоће да ради интервју с вама!" Мислили смо да нас зеза, но Ђуро нам је испричао причу како је човјек дошао из Загреба, тражио нас по Радио-телевизији (нико није чуо за нас), па у Дискотону (нико чуо за нас) и онда је кренуо по кафићима да се распитује о тој групи и том покрету... и тако је налетио на њега и оставио му број. Врло брзо смо, након првих искустава с медијима, сконтали да људи буквално схватају метафоре из наших првих интервјуа по омладинској штампи! Тако да је и новинар угледног загребачког Старта помислио да ће нас лако пронаћи у Сарајеву, јер к'о фол јако смо популарни. А ми у ствари свирамо по студентским клубовима за 200-300 људи (и то углавном са Забрањеним пушењем и Плавим оркестром—док ови други нису отишли у војску) и понекад у Дому младих или Слоги као предгрупа некој познатијој југословенској групи, кад је прослава радиоемисије ПРИМУС и тако то. У Сарајеву нас нико од "озбиљнијих медија" није шљивио ни два посто. Нововално оријентирана публика заинтересирано прихвата нашу комбинацију рок музике и хумора, а кад су новинари омладинске штампе у питању, примјећујемо да од свих наших блебетања највише воле причу о некаквом "новом покрету младих у Сарајеву".

-Елвис Ј. Куртовић о почетној промотивној стратегији бенда.
Крајем јула 1983, новопечени бенд добио је велики медијски ветар у леђа након што је загребачки Старт (југословенски високотиражни недељни часопис и својеврстан пандан Плејбоју) послао свог новинара Горана Гајића у Сарајево ради прикупљања материјала за причу о неконвенционалној групи. Објављен као текст на две стране са насловом "Метеорски успон Елвиса Ј. Куртовића" у часопису који је излазио у тиражу од 200.000 примерака, чланак је била далеко највећа медијска експонираност коју је бенд до тада добио. Надовезујући се на наративне потке које су Мухарем и Куртовић већ добро установили и развили преко југословенских омладинских штампаних медија, чланак је био изузетно афирмативан и ласкав за младиће из ЕЈК -а и ХМ -а - прогласивши их "идућом битном ствари у југославенском року". Уз нову серијом живописних изјава од стране чланова бенда (сад већ једним од заштитних знакова бенда), лист је такође поново објавио—на Мухаремово инсистирање упркос Куртовићевом противљењу—њихово саркастично отворено писмо Горану Бреговићу које је тако овај пут добило много већу публику.
Јашући на таласу публицитета којег су добили путем чланка у Старту, Мухарем је током јесени 1983. године брзо реаговао, амбициозно заказујући велики концерт Елвиса Ј. Куртовића и његових метеоре са бендом Д'бојс као предгрупом у сарајевској дворани "Ђуро Ђаковић", капацитета од скоро 1000 места. Карте за свирку су брзо распродане што ће рећи да је постигла изванредан успех, изузетан тријумф бенда који у то време још није био на телевизији и још увек није имао студијско издање.
С тим у вези, децембра 1983., Мухарем је ускоро договорио термин у студију Акваријус у Београду како би снимио материјал за свој дебитантски албум чију продукцијом је првобитно требало да одради Пеђа Вранешевић из Лабораторије звука, али је на крају ангажован Горан Вејвода који је посао обавио уз помоћ Елвиса Ј. Куртовића и Мухарема. Маргита Стефановић из Катарине II гостовала је на синтисајзеру током снимања албума јер је њен бенд истовремено снимао свој деби албум у истом студију.
Недуго затим, Elvis J. Kurtović & His Meteors и Мухарем су потписали уговор са ЗКП РТЉ, а њихов деби албум "Митови и легенде о Краљу Елвису" изашао је у фебруару 1984. године усред Зимских олимпијских игара које су се одржавале у Сарајеву. Сматрајући да би им промоција албума током Олимпијских игара обезбедила додатни публицитет због великог броја новинара и других посетилаца окупљених у граду, Elvis J. Kurtović & His Meteors одржавају прес-конференцију, као и низ клупских свирки у популарном студентском клубу Траса. Успут, одрадили су свој први прави ТВ наступ на Хиту месеца (југословенски пандан британској емисији Top of the Pops), изводећи "Башчарши Ханумен" на плејбек и кревељећи су у камере. Након изласка албума, уследила је промотивна клупска турнеја по већим југословенским градовима, али пошто је плоча наишла на слаб пријем код публике са мање од 15.000 продатих примерака, турнеја се брзо завршила, а депримирани чланови бенда вратили су се кући у Сарајево.
Малколм Мухарем је ускоро престао да ради са бендом.

### 1984:Das ist Walterобјављен,Топ листа надреалистадебитује на телевизији
Неколико месеци касније, у априлу 1984, Југотон је објавио дебитантски албум Забрањеног пушења Das ist Walter у ограниченом броју од 3.000 примерака, што јасно указује на изузетно ниска комерцијална очекивања издавачке куће. Снимљен у изузетно скромним околностима током неочекивано дугог периода од седам месеци из разлога који су били ван њихове контроле, албум доноси хиперлокализован панк и гаражни рок сензибилитет са песмама које се позивају на различите топониме са подручја Сарајева и културне темеље попут Вратника, Башчаршије, гробља Баре, ФК Сарајево, Хаџићи, Бајрам, Тржница (главно градско тржиште), Валтер брани Сарајево, улица Фуада Миџића и опскурни кино с нискобуџетним страним филмовима. Већина песама усредсређена је на појединце са друштвене маргине, попут затвореника који робија у Зеници због убиства из освете за сексуални напад на његову супругу, која воли Ханку и Шабан, мрзи хипи, мрзи анархисте и графите, Локални Вратник, који презире Запад, који има велики ауторитет над суседством, таксиста који ради само ноћу, недавно се вратио кући у Сарајево након боравка у затвору у Зеници због неутврђеног прекршаја, жељан организатора / политичара локалне заједнице на свом путу према горе комунистичка номенклатура, рудници угља Крека и Бановићи итд.
Почетна продаја албума била је веома слаба.
Паралелно са изласком албума, Топ листа надреалиста прешла је на телевизију као недељни скеч-комичарски програм. Емисије су се почеле приказивати 2. јуна 1984. године на другом каналу ТВ Сарајево, као и на размјени ЈРТ -а за остатак земље. Упркос томе што су били смештени у миље које је било далеко од њиховог природног окружења  -њихови комични скечеви су у суштини биле пуничи између нумера народне музике - емисија се на крају показала као добро средство за досезање шире публике. Након неколико уводних епизода које су у великој мери наишле на равнодушност, емисија је почела стицати мало публике изван свог сарајевског омладинског језгра с којим се на тај начин повезала.
Ово постепено повећање гледаности Топ листе надреалиста имало је позитиван ефекат на продају албума Das ist Walter. На таласу све гледаније ТВ емисије, као и све већој популарности "Зеница Блуз" (обрада песме "Сан Квентин" Џонија Кеша), Карајлићева и Сексонова мешавина панка и локалног приповедања одједном почиње да привлачи све пријемчивију публику иако је албум већ објављен пре више месеци. И сама издавачка кућа Југотон била је изненађена оваквим развојем догађаја те била приморана да више пута наручује доштампавање албума на плочама и касетама.
Нови примитивизам као појам такође је почео да се прима у јавности пошто су југословенски медији кренули да га употребљавају када се позивају на стил бенда или када говоре о телевизијској емисији. Такође, једна од популарнијих песама на албуму, „Anarhija All Over Baščaršija“, изричито помиње нове примитивце, доводећи их у контекст „насилника с Вратника који слушају народну музику, нападају хипике, и гнушају се Запада“.
Дана 15. септембра 1984. године, после наставка емитовања телевизијских епизода Топ листе надреалиста након летње паузе, бенд је свирао у сарајевском Дому Младих уз Бајагу и Инструкторе пред изузетно енергичном публиком од 4.500 људи. Бенд је овим и званично изашао из студентских клубова те кренуо да наступа у већим дворанама. У октобру 1984. Забрањено пушење долази у Београд на заказан наступ у СКЦ, где бивају изненађени пуном размером своје новонастале популарности. Осим што су морали да додају још један концерт на истом месту следећег дана ради акомодације публике која жели да их види, деца су почела да их препознају на улици. Две СКЦ свирке послужиле су бенду као одскочна даска за опсежну и успешну југословенску турнеју; 4. новембра 1984. распродали су Халу спортова, спортску арену у Београду са 6.000 посетилаца. Истовремено, до новембра 1984. године, Карајлића су почели примећивати тиражни часописи о стилу живота у Југославији, попут ТВ новости и Студија, јер је јасно успостављена веза између његових ликова комичара у скечу Топ листа надреалиста и његове шарене сценске рок звезде са Забрањеним пушењем. Бенд је на тој турнеји свирао преко 60 концертних датума.
Паралелно, продаја албума је на крају достигла тираж од 100.000, док се појам Њу примитивс такође усталио у том процесу. Међутим, повећани профил значио је и повећану контролу што су Карајлић и бенд спремали да сазнају.

### 1984–1985: Афера "Маршал"
На концерту у ријечкој Дворани Младости пред око две и по хиљаде посетилаца у уторак, 27. новембра 1984. године, бенд је нехотице покренуо лавину контроверзи.
Током тонске пробе пред наступ, појачало бенда је отказало на шта је Карајлић у шали добацио: "Црк'о маршал", након чега је уследила драмска пауза и додатак: "Мислим на појачало" (пошалица на рачун смрти маршала Тита 1980.), чиме је насмејао мању групу људи која се у том моменту задесила у непосредној близини. Будући да му се свидела реакција окупљених током тонске пробе, двадесетједногодишњак је одлучио да започне и сам концерт са истом шалом, тобоже као објашњење за кашњење почетка свирке.

#### Реакције у СР Хрватској
Негативних реакција током и непосредно након концерта готово и да није било, а бенд је наставио турнеју тријумфалним наступом 10. децембра 1984. у Леденој дворани Дома спортова у Загребу пред 12.000 обожавалаца. Иако је неколико новинских написа у загребачким новинама уочи концерта у Дому спортова, узгредно и неутралним тоном, споменуло Карајлићеву шкакљиву пошалицу из Ријеке, тек ће чланак новинара Вељка Вичевића објављен у ријечким дневним новинама Нови лист покренути лавину са далекосежним последицама. Испод наслова "Опак дим Забрањеног пушења", Вичевићев текст снажно осуђује млади бенд за "недостатка морала" и "прекорачења свих норми".
Вичевићево штиво бацило је први камен који ће се ускоро претворити у лавину критика, а на крају завршити и судским процесом против Карајлића, као и, последично, потпуном јавном маргинализацијом бенда, нових примитиваца и Топ листа надреалиста.
Иако упакована као јавни укор несташним омладинцима за недолично понашање, критика Новог листа на рачун бенда имала је локалну дневнополитичку позадину. Служила је углавном за отварање новог фронта у сукобу између две фракције унутар Савеза комуниста Хрватске (СКХ) које су, у оквиру међусобне борбе за контролу над материјалним добрима СКХ, одмеравале снаге и по питању утицаја над Савезом социјалистичке омладине Хрватске (ССОХ), републичким огранком Савеза социјалистичке омладине Југославије (ССОЈ), подмлатка једине политичке партије у земљи—Савеза комуниста Југославије (СКЈ). Још од смрти носиоца ордена југословенске звезде, народног хероја и јунака социјалистичког рада Владимира Бакарића (републичког политичког лидера, дугогодишњег функционера и највећег ауторитета међу комунистима у СР Хрватској) годину и по дана раније, борба за превласт унутар огранка СКЈ у СР Хрватској (СКХ) водила се између две фракције: такозваних бакарићеваца (самопроглашених настављача Бакарићеве политике, чувара револуционарне ватре) и такозваних шувароваца (наводних реформски настројених комуниста који су се окупили око друштвено-политичког радника у успону, четрдесетосмогодишњег марксисте и партијског младог лава Стипе Шувара). Будући да је ријечки концерт организирао локални про-шуваровски градски огранак ССО, супарнички про-бакарићевски табор искористио је Карајлићеву опаску о Маршалу, као и своју контролу над ријечким Новим листом, како би бацио љагу на организаторе концерта те остале про-шуваровске елементе унутар партије. С друге стране, шуваровци из хрватског ССО-а, који су контролисали уређивачку политику загребачких недељних новина Полет, користили су странице тог листа као платформу за реплике и противоптужбе. Логично, Полет је самим тим жестоко бранио Карајлића и Забрањено пушење. Сам Карајлић, иако генерално захвалан Полету на подршци, је у каснијим интервјуима признао да подршка тог листа није била ништа принципијелнија од напада с друге стране: "И једне и друге је било потпуно брига за мене. Био сам им класична монета за поткусуривање, реквизит који су користили за потребе свог унутарпартијског обрачуна“.

#### Реакције у Сарајеву
Десетак дана касније, крајем децембра 1984. године, прича о инциденту из Ријеке стиже у сарајевску штампу, где је локални новинари—међу којима се истицао Павле Павловић из недељног таблоида Ас—спремно дочекују за даљу осуду бенда. У тексту насловљеном „Отровни дим Забрањеног пушења“, Павловић назива Карајлићеву шалу „грубом асоцијацијом, сарказмом који вријеђа до срца“. Успут наводи да „развикана сарајевска примитивна група“ (како карактерише Забрањено пушење) „започиње опасну игру подметања“ те даљом тврдњом да су након концерата у Загребу и Ријеци „имали посла са СУП-ом“ инсинуира привођење чланова бенда у милицију. Колумниста затим шири конкретан фокус са ријечког концерта и самог бенда те проналази проблематичне идеолошке конотације и у рекламним џингловима који истовремено током децембра 1984. на Радио Сарајеву промовишу Дискотоново издање радијског материјала Топ листе надреалиста. Павловић наставља уверењем да су „пушачи“ (како пежоративно ословљава чланове бенда) „само још једна из низа нововалних група која ће трајати нешто дуже од живота лептира“ пре него што са жаљењем констатује да је „и ово мало времена већ било довољно да се млади жељни забаве и спектакла задоје и новим мислима, сталним потцјењивањима свега што смо до сада створили и баналног, простачког играња с темељном паролом из НОБ-а — Туђе нећемо, своје не дамо“. Новинар завршава злокобно се питајући да ли је време да се „затре отровни дим Забрањеног пушења“. Објављен у високотиражним новинама, чији је просечан број дистрибуираних примерака до краја 1984. редовно премашивао 350.000 (а повремено добацивао чак и до 420.000), чланак је причи дао огроман публицитет чиме је медијска хајка на нове примитивце попримила далеко интензивнији облик.
Осим високотиражног Аса, и други сарајевски листови, попут Вена и Ослобођења, брзо су се придружили осуди бенда путем изразито оштрих текстова.
Као својеврстан апсурд, кратак текст под насловом "Смрдљив дим Забрањеног пушења" у ком се бенд денунцира и у другом сарајевском недељном таблоиду Вен, објављен је као правдање листа пред својим читаоцима седам дана након што су у свом претходном броју прогласили Забрањено пушење рок бендом године за 1984. на основу анкете спроведене међу југословенским композиторима поп-рок и народне музике. Само недељу дана по награђивању групе, Вен се тако дистанцира од Забрањеног пушења изражавајући „жаљење што су ови младићи изабрани за рок-групу 84. године” и уверава јавност „да су вијести о њиховом понашању допрле до чланова овог жирија, њима сигурно не би било мјеста у том избору”. Непотписани текст се завршава обраћањем да „ови млади људи избацују са музичке сцене и такве »досјетке« које изазивају недвосмислене асоцијације да они праве вицеве и са најсветијим међу свим Југословенима, алудирајући на нашег Предсједника, те поспрдно изврћући смисао једне од темељних парола нашег друштва [Туђе нећемо, своје не дамо]”.
Обрачун са младим бендом у Ослобођењу, путем читаве рубрике објављене 4. јануара 1985., испоставио се као посебно незгодан за бенд обзиром да је дневни лист одликовала одређена репутација те свакако озбиљнија циљна публика од Аса и Вена. Уз преношење Вичевићог текста из Новог листа, рубрика у сарајевским дневним новинама садржи и тешке критике Забрањеног пушења из пера колумнисте Ослобођења, листа који се иначе номинално углавном клонио тема из поп културе, естраде и шоу бизниса. Под насловом "Опушци нових примитиваца" колумниста Рамо Колар укорава Карајлића за "вријеђање лика маршала Југославије на најружнији начин" те се пита "из којих ли извора они [нови примитивци] извлаче своје увреде и мрље на људе којих су се једва сећали (и који су етички и на много других начина немјерљиво бољи од њих) пре него што закључе: „Једно су локалне шале, док је нешто сасвим друго пљување по стварима које су ову земљу, која је устала из пепела и крви својих најбољих синова, учиниле оно што јесте. То није нешто с чим би ико—било нови примитивци или било ко други—смио да се, с опроштењем, зајебава“.
Погођени текстом у Ослобођењу, већ следећег дана чланови Забрањеног пушења реаговали су упутивши писмо свим друштвено-политичким организацијама у граду Сарајеву и Социјалистичкој Републици Босни и Херцеговини, укључујући и штампане медије који су критиковали групу. Реферишући се на писање Ослобођење, чланови бенда тврде да текст "садржи озбиљне неистине и невероватне оптужбе о нашем понашању на сцени засноване на непровереним и лажним гласинама које су злонамерно ширене како би нас морално и политички дискредитовале". Изражавајући дубоко разочарање што као рођене Сарајлије доживљавају медијске нападе у свом граду, чланови Забрањеног пушења такође подсећају јавност на њихова социјалистичка својства износећи своја три наступа на разним штафетама младих, укључујући и њихов наступ уживо пре 100.000 младих на Тргу Маркса и Енгелса у Београду неких шест месеци раније на прослави Дана младости. Писмо се наставља преносећи "огорченост над нападима који потичу из одељака штампе у нашем граду, а да чак нисмо ни тражили нашу страну приче", пре него што се заклоњено осврне на новинара Ас Павла Павловића, жалећи се да се "више поверења даје злонамерни произвођач лажних гласина и злобно износио неистине него нама који смо тамо заиста били ”. Суштина писма је њихова тврдња да никада нису увредили имиџ и наслеђе друга Тита, чиме су демантовали медијске извештаје који тврде супротно и означили их "монструозним лажима". Међутим, писмо је генерално игнорисано у Сарајеву и СР Босни и Херцеговини, јер су једини медији који су га објавили двадесетак дана касније били Загреб 'Политика .
Будући да ниједно од новинских кућа у Сарајеву и остатку Босне и Херцеговине није објавило своје писмо, чланови су одлучили да се директно обрате институцијама система, договоривши се два дана касније да их прими члан Централног комитета Савеза комуниста Босне и Херцеговине Хрвоје Иштук  [ хр ] и успио је од њега добити увјеравања да ће се ситуација ускоро смирити. Међутим, почело се догађати управо супротно, јер су већ заказани концерти бенда почели да се отказују. Прва која ће се у наредним мјесецима показати као серија дневника отказаних концерата биле су двије емисије заказане у Сплиту 11. и 12. јануара 1985.
У комунистичкој земљи у којој је "вербални преступ" инкриминисан и наведен у кривичном закону као основа за кривично гоњење, Карајлић и други чланови бенда позвани су на десетине полицијских испитивања. Комунистичка Југославија имала је своје свете краве и јавна критика или исмијавање, било прикривено или отворено, према Титу, партији или је Народноослободилачки рат био основа за строге казне. Карајлић је на крају изведен пред суд уз кривичну пријаву која је на крају сведена на прекршајну у правном процесу који се развукао годинама.

### ... и последице
Међутим, још већи проблем је био тај што је, услед афере Маршал, Забрањено Пушење доспело на медијску црну листу. Иако нису биле експлицитно забрањене, њихове песме скинуте су са радијских плејлисти, приступ телевизији био им је ограничен, а више од 30 њихових већ резервисаних концерата почетком 1985. отказано је због притиска с врха који се манифестовао напрасним и волшебним увођењем административних препрека као што је ускраћивање атеста за безбедност простора на дан концерта и тако даље.

Током читавог јануара 1985. нови примитивци су били изложени бројним бизарним манифестацијама хајке покренуте против Забрањеног пушења у Сарајеву.

На савјет свог адвоката, на судским рочиштима током случаја 'Црк'о Маршал' бранио сам се порицањем да сам икад изрекао реченицу за коју сам оптужен. Мој адвокат, интелигентан човјек потпуно свјестан политичког момента у Југославији, знао је докле би све могло да оде ако бих евентуално признао да сам то заиста изговорио. Такође је знао да ће „црк'о маршал“, што је 1984. још увијек звучало као богохуљење, ускоро попримити сасвим другачији контекст. И заиста, у року од неколико година, сликовито речено, „црк'о маршал“ је постао званични политички програм новонасталих партија које су јачале и на крају освојиле власт у цијелој Југославији.

-Неле Карајлић о судском спору који је у периоду 1985–86 покренут против њега због вербалног деликта.
 Сваког јануара, током зимског школског распуста, јутарња шема ТВ Сарајева састојала се и од реприза дечјих емисија, а једна таква емисија је случајно садржала спот хит песме "Зеница Блуз". Не знајући да емисија садржи спорни спот, техничко лице у режији тог дана грешком је пустило емисију. Будући да је Забрањеном пушењу практично било под забраном, руководиоци ТВ Сарајево нашли су за сходно да се извине за пропуст касније тог дана у главној информативној емисији своје станице Дневник 2, као и да привремено суспендују техничко лице одговорно за пропуст.
Истовремено, хистерија се проширила и на активности Топ листе надреалиста . Док су у Сарајеву промовисали своје тек објављено издање (које је Дискотон објавио на аудио касети, као компилацију најбољих скечева 'Топ листе надреалиста' на радију), стигма у граду спрам активности нових примитиваца је била толика да се ниједан једини новинар није појавио на промоцији касете у музичкој продавници Музикалије у Штросмајеровој улици, плашећи се да ће то што ће тамо виђен евентуално бити протумачено као јавно исказивање подршке проказаном Карајлићу и пријатељима.
Због свих проблема и гњаваже одједном повезаних са организовањем концерта Забрањеног пушења, локални промотери почели су да избегавају бенд упркос јасној потражњи за њиховим концертима. Будући да су све више били изопштени из јавности, те видевши да им се комерцијални замах стечен током претходне године због тога све више топи, бенд је одлучио да уложи сву своју енергију у организацију једне велике свирке која би послужила као охрабрење за све потенцијалне промотере да не одустају од бенда. Ипак, упркос распроданој Хали Пионир у Београду, у суботу, 16. фебруара 1985. године, са више од 7.000 људи у публици, концерт није имао жељени медијски ефекат, а силазна путања бенда настављена је уз свирке које су сада већ потпуно пресушиле.
Суочавајући се са непремостивим препрекама, група је привремено попустила, одлучујући да се неко време смири, док су се неки чланови вратили на Топ листу надреалиста на Радио Сарајеву. Међутим, у марту 1985. власти су и томе ставиле тачку, заувек уклонивши сегмент из радијског програма.
И док је каријера Забрањеног пушења одједном кренула низбрдо, други бенд из истог ново примитивног миљеа, Плави Оркестар, постајао је све популарнији.
Остали бендови који су се у једном или другом тренутку идентификовали са новим примитивцима су: Бомбај Штампа, Плави Оркестар, Динар и Црвена Јабука, иако су брзо прешли на комерцијалније и комуникативније облике изражавања.

### 1984-1985: Мухарем преузима Плави оркестар,Солдатски балруши дискографске рекорде
Иако су бакљу новог примитивизма првенствено носили Елвис Ј. Куртовицх и његови метеори и Забрањено пушење, и други бендови су били повезани са покретом.

Након што су се растали са Елвисом Ј. Куртовичем и његовим метеорима након што је њихов албум првијенац био слаб, пријемчив менаџер Малколм Мухарем прешао је на другу локалну сарајевску одјећу - Плави Оркестар- бенд који је такође већ неко време наступао на сцени студентског клуба у граду и сада је желео да направи следећи корак снимањем и издавањем студијског албума. Иако су такође започели као гаражна/панк рок група која се често укрштала са Пушењем и ЕЈК -ом (Оркестров басиста Ћера И је чак свирао на Пушениним демо снимцима пре него што се придружио Оркестар -у, док су бендови такође често одржавали клупске свирке), временом, посебно након што су постигли стабилан састав Лоше, Паве, Ћере И и Ћере II почетком лета 1983. Плави Оркестар прешао је на конвенционалније облике изражавања у југословенском општем културном контексту. У пракси је то значило суштинско напуштање пунка у корист попа и отворено кокетирање са југословенским комерцијалним народом у њиховом звуку. Иако им отварају врата комерцијално, ова их је пракса донекле ставила на руб новог примитивизма. У поређењу са две главне нове примитивне одеће, њихов сценски изглед био је далеко уреднији, а текстови мање церебрални.
Да будем потпуно искрен, потписао сам тај уговор [за новајлију Плави Оркестар крајем 1984. и почетком 1985.] чисто на комерцијалном успеху Забрањеног Пушења са Дас ист Валтер. Мој главни циљ [Југотоновом директору] Шкарици био је у томе што је овај материјал још један нови примитивни пројекат, само из угла кампа. И даље је то била веома тешка продаја, иако се на крају повукао, чак се и одјавио на песмама попут „Суада“ и „Шта ће нама шоферима кућа“. Ипак, његово прихватање било је само прелиминарно јер је желио да се сними најмање 5-6 нових пјесама и тада ће донијети коначну одлуку. Дакле, у основи је бенд морао поново да прави демо снимке. А пошто су чланови били у потпуном расулу, а на располагању је био само Лоша, преко Јаје Хоуре успео сам да се докопам Хуса да произведе ове нове демо снимке. Хус је заузврат довео своје пријатеље из Парног ваљка да се играју, као нека врста ангажоване екипе за чишћење у хитним случајевима ... И тек тада је Шкарица дао свој коначни одговор. Дакле, да, снимци због којих је Југотон коначно потписао Плави Оркестар били су де факто снимци Парног Ваљака.

-Менаџер Плави Оркестар Малколм Мухарем о тајним пословима који су довели до ослобађања Солдатског бала .
Ипак, Мухарем је угледао нову прилику са четворицом свежих момака од којих је сваки тек напунио 20 година након што су се недавно вратили у град са својих једногодишњих обавезних војних служби. Осим што се у претходних неколико година укрштао са њима на разним свиркама док је водио Елвиса Ј. Куртовича и његове метеоре, Мухарем је већ поделио неколико примера кратке пословне сарадње са младима из Плавог оркестра, попут помоћи њима, септембра 1983, организујте демо снимање у студију Друга Маца Енца Лесића у Београду непосредно пре него што су отишли да одслуже своје обавезно војно време. У јесен 1984. године, када је Мухарем званично узео бенд под своје, једва да је постојао са својим главним креативним двојцем-фронтменом Сашом Лошићем и гитаристом Младеном "Павом" Павичићем  [ хр ] -не под увјетом да говори и Пава не учествује у било каквим активностима везаним за бенд. Не одустану, Мухарема су своје 1983 демо у извршних Југотон је Синиша Шкарица  [ ср ], бацање му још један нови примитивни бенд представљајући Плави оркестар је звук и слику као логор. По сопственом признању, Мухарем је такође искористио огроман успех Дас ист Валтер Забрањеног Пушења албум као његова главна продајна тачка са Шкарицом којем је наводно било потребно додатно убедјење јер је учинио да бенд сними још демо снимака. веза попут Прљаво казалиште 'а Јасенко Хоура  [ хр ], Мухарема добио Парни ваљак ' а Хусеина "Куће" Хасанефендић  [ ср ] да пристане да сними још неколико демо снимака са Плави оркестар младих, који су довели Павичић леђа у преклоп и до јануара 1985. сва четворица су отишли у Загреб на снимање у СИМ студио. Након тога, ови нови демо снимци су такође успели да обезбеде предуговор са Југотоном.
Албум под називом Солдатски бал изашао је у фебруару 1985. године и тренутно је створио сензацију у целој Југославији, стављајући млади бенд међу најуспешније југословенске рок извођаче попут Бијелог дугмета и Рибље Чорбе. Мухарем је у суштини остао веран промотивним техникама које је претходно применио са Елвисом Ј. Куртовићем и његовим метеорима - штампаним медијима и звучним записима - иако је саркастична бравура ЕЈК & ХМ -а сада замењена сањивим дечачким шармом Плавог Оркестара. Међутим, овог пута то је имало огроман комерцијални ефекат јер је бенд крајем лета 1985. кренуо на југословенску турнеју са сценама хиљада вриштећих и несвесних тинејџерки које су се понављале из града у град. Названа „Боље бити пијан него стар“ (Боље пијана него стара) по хиту бенда, турнеја је укључивала 140 концерата у спортским аренама и на другим великим местима широм земље. Мухарем додатно ангажовала новинар који је постао режисер Горан Гајић да сними документарац турнеје на тај начин спајања са њим две године након Гајић је написао блистави лета 1983 чланак о Елвис Ј. Куртовић у Старт . Осим тога, Гајић је режирао видео спот за хит песму Плави Оркестар "Кад ми кажеш, паша" са глумицама Тањом Бошковић, Соњом Савић, новинарком Мирјаном Бобић-Мојсиловић  [ ср ] и ТВ лицем Сузаном Манчић. Албум је на крају продан у 550.000 примјерака. Иако се неочекиваним и изненадним успехом, сензибилитет бенда брзо претворио још више у фолк фолк, пошто су се скоро претворили у слатки дечачки бенд, многи медији су их и даље представљали као нову примитивну групу, дајући покрету незапамћену промоцију у Југославији током прве половине 1985.

### 1985–1986: Ричл напушта Elvis J. Kurtović & His Meteors како би оформио Црвену Јабуку, одмах постаје славан
Након што су се средином 1984. године растали од свог менаџера Малколма Мухарема, након разочаравајуће комерцијалне прође њиховог деби албума Митови и легенде о Краљу Елвису, Elvis J. Kurtović & His Meteors наставили су у истој постави, објавивши још једну плочу—Да Бог да црк'о рокенрол (објављен 1985.)—који на сличан начин није успео да се повеже са широм публиком.
Њихово појављивање на ЈУ рок мисији на стадиону Маракана у Београду јуна 1985. испоставило се као лабудова песма. Гитариста Дражен Ричл—који се још од маја 1985. музички поново повезивао са Злајом Арсланагићем, његовим старим колегом из групе Озбиљно Питање те Топ листе надреалиста—званично је напустио Elvis J. Kurtović & His Meteors након наступа на ЈУ рок мисији. Остатак бенда—вокал Ризо Петрановић, бубњар Радомир "Харе" Гавриловић, басиста Нермин "Фићо" Дедић и клавијатуриста Зоран "Пока" Деган—такође полази истим путем и бенд практично престаје да постоји.
Иако су Ричл и Арсланагић одржавали контакт током периода од расформирања Озбиљног питања 1982. године, двојац у потпуности обнавља сарадњу у лето 1985. године покренувши нови бенд који ће напослетку добити име Црвена јабука. Будући да су и двадесеттрогодишњи Ричл и двадесетчетворогодишњи Арсланагић у међувремену већ стекли одређену афирмацију путем Топ листе надреалиста, њихово окупљање љета 1985. ради новог музичког пројекта осигурало им је медијску пажњу и пре објављивања икаквог материјала. Посебно учестала била су медијска поређења и паралеле са Плавим оркестром, још једним сарајевским бендом чији су млади чланови стасали у Новом примитивизму а затим прешли на нешто комерцијалнији звук и експлодирали на југословенској музичкој сцени. Медијски наратив о Црвеној јабуци као бенду који је, и креативно и пословно, кренуо добро утабаном стазом Плавог оркестра посебно се интензивирао након потписивања уговора са Југотоном крајем 1985. И само снимање албума у студију СИМ у Загребу такође је помно праћено у југословенској музичкој штампи, укључујући и телевизијске извештаје.
Крајем марта 1986. године објављен је истоимени деби албум Црвене јабуке који одмах постиже велики комерцијални успех. Иако у себи садржи нешто од локализоване естетике Новог примитивизма, албум је превасходно комерцијална плоча која циљано комуницира са широким југословенским народним масама, дизајнирана да допре до што већег броја младих са звуком у распону између мелодичног бржег попа и поп рока. Ипак, многи музички критичари и посматрачи настављали су да повезују Црвену јабуку са Новим примитивизмом упркос томе што су чак и сами Ричл и Арсланагић кроз изјаве током промоције албума видно настојали да свој нови бенд удаље од покрета.

### 1987: Званични крај
Нови примитивизам је распуштен 1987. године на лажној церемонији којој је присуствовала већина његових оснивача и истакнутих личности. Снимљено на сарајевској Академији сценских умјетности (АСУ) у облику скеча телевизијске комедије за ТВ Сарајево, Службени нови распад примитивизма уоквирен је као конгрес Југословенске комунистичке лиге (СКЈ) са делегатима који су се измјењивали да говоре за говорницом. Назван Седми изванредни конгрес новог примитивизма, закључио је да ће покрет одмах распустити његови чланови мантром "боље ми [да то урадимо] него неко други".

## Реакције

### 1983
Почетна реакција шире југословенске јавности на покрет није била позитивна. Током првобитне фазе новог примитивизма, лета 1983. године, у високотиражном дневном листу Политика појављује се исечак који се непосредно бави тек одржаном заједничком свирком Elvis J. Kurtović & His Meteors и Плавог оркестра у београдском СКЦ-у а посредно и самим покретом. У свом негативном осврту, рок критичар Љуба Трифуновић ставља нови примитивизам у исти контекст са тада актуелним кокетирањем комерцијалне фолк певачице у успону Лепе Брене са рок звуком (које пежоративно назива "наивни рок"), изражавајући разочарење што су се "обe појаве манифестовале управо када смо почели да мислимо да је југословенски рок коначно постао имун на такве болести због новог таласа који је ефикасно одувао тзв. пастирски рок и све његове деривате". Трифуновић даље види нове примитивце у континуитету са неки од претходних производа из понуде сарајевске музичке сцене као што су композитор Никола Борота Радован, опус групе Јутро, рано Бијело дугме и сарадња рокера Милића Вукашиновића са младом народњачком звездом Ханком Палдум. Трифуновић завршава тврдњом да је придев „нови“ потпуно излишан у називу покрета: „Elvis J. Kurtović & His Meteors и Плави оркестар представници су овог обновљеног и огољеног примитивизма. Иако постоје извесне безначајне разлике приликом поређења интерпретативног дилетантизма ова два бенда (уз благу предност Елвису Ј. Куртовићу), оно што заиста депримира је њихов апсолутни стваралачки патос оличен у максими 'будимо оно што јесмо—примитивни балканоиди'“.
Иако су га југословенски рок критичари у почетку углавном негативно дочекали, покрет је добио неочекивани комплимент од најуспешнијег и најпознатијег југословенског рок музичара Горана Бреговића кога су нови примитивци често немилосрдно прозивали и исмевали. Током јесени 1983. године, гостујући у емисији Рок око ТВ Сарајева, Бреговић је назвао Нови примитивизам "јединим аутентичним југословенским одговором на панк".

### 1984
Крајем 1983. године, а посебно током 1984. године, како се покрет све више профилисао изласком дебитантског албума Забрањеног пушења и преласком Топ листе надреалиста на телевизију, почео је и да добија све боље осврте у југословенским медијима.
Јула 1984. рок критичар Дарко Главан написао је детаљну личну оцену новог примитивизма уопште, те групе Elvis J. Kurtović & His Meteors и посебно Забрањеног пушења. Изражавајући благо одобравање, он износи лимитирани оквир унутар ког му је покрет прихватљив: "Ако се некоме свиђају, нећу га одвраћати, међутим, ако се некоме не свиђају, такође нећу покушати да га убедим у супротно". Штавише, иако је примећивање нових примитиваца заслужило медијску пажњу коју су добили, он се пита да ли је количина публицитета постала превелика јер су „сјајни као додатни зачин развијеној и разноврсној рок сцени, али тешко могу да функционишу као доминантни тренд".  Фокусирајући се на ЕЈК & ХМ, он их означава као „босански одговор на Sha Na Na", пре него што су проглашава прихватљивим обликом забаве за широке масе и добродошлим одмором од некохерентне уметничке рок претенциозности. Иако додатно изражава скептицизам да ли је све то још увек довољно за конвенционалну рок каријеру, наводећи неспремност Elvis J. Kurtović & His Meteors да освеже своје репетитивне шале као повод за забринутост у погледу њихових дугорочних изгледе за успех у каријери. Главан је оптимистичнији кад је у питању Забрањено пушење, сматрајући их „музикалнијим, талентованијим и у контексту ЛП -а, једноставно јачим од Elvis J. Kurtović & His Meteors“. Упоређивање Пушења са Тхе Цласх -ом поред тога што уздижу своју уметничку амбицију да „спасава их да постану једнодимензионалне карикатуре и додатно се позива на стилизовани неореализам са локалним укусом од Емир Кустурица 'с Сјећаш ли се Доли Доли Бел? ", Главан сматра да, упркос повременом неуспеху да артикулише своју инвентивност, бенд има свеж глас и неколико сјајних песама са свог деби албума.

### 1985
Нови примитивизам привукао је много више пажње штампе током почетка 1985. године, док је такозвана „афера маршала“ бјеснила у медијима у земљи након наводно увредљиве досјетке фронтмена Забрањеног пушења Неле Карајлић о смрти маршала Тита на концерту бенда крајем новембра 1984. у Ријеци.
Као део свог чланка из јануара 1985. о различитим аспектима "афере Маршал" Забрањеног Пушења, док се скандал још увек одвијао и чији је исход био у великој мери променљив, рок критичар Златко Галл укључио је своја запажања о бенду конкретно и Новом примитивизму уопште. Писање кроз призму текућег политичког скандала који се расправљало у југословенским медијима и суд јавног мњења, он сажима филозофију јавног деловања Нове примитивизму као "поседују јасне против интелектуалне особине које укључују величање на СТРЕЕТВИСЕ локалног Нобле Саваге преко хумор који свира јефтиним мјестима и као такав прелази танку границу између алузија с једне стране и вулгарност и одбојност с друге ". Галл наставља наводећи да дебитантски албум Забрањеног Пушења Дас ист Валтер " углавном слеће с десне стране те линије упркос грубости бенда и разним недостацима које су успели да претворе у предност " пре него што је даље похвалио, баш као што је то учинио Главан шест месеци раније, за „успешно дочарање и поновно стварање атмосфере Кустурицине Сјећаш ли се Доли Бел? ", који Галл види као" филм који је поред распиривања носталгије пробудио и свијест младих Сарајлија о властитом (новом примитивном) идентитету ". Новинар закључује да је тако Забрањено Пушење поставило позорницу за каријеру каква је Булдожер'с, али да је његов огроман успех "олакшан еуфоријом око нове примитивне Топ листе надреалиста " током протекле године "често гурао бенд на погрешну страну линије вулгарности током њихових наступа уживо, а то је онда само мали корак" на неукусну опаску и неуспешну шалу о америчком појачалу “.
У контексту „афере Маршал“, пребацивања у вишу брзину која је довела до тога да су Забрањено Пушење и Нови Примитивизам у суштини забрањени од јавних активности у разним деловима Југославије - са мноштвом отказаних свирки Забрањеног Пушења, забранама радијских плејлисти за њихове песме, уклањањем Топ листа надреалиста са сарајевског радија и телевизије, покренут је судски спор против Карајлића итд.-филмски критичар и колумниста Богдан Тирнанић написао је дугометражни комад марта 1985. критикујући југословенске културне политике одозго према горе користећи феномен новог примитивизма као пример. Посматрајући како је покрет угушен на политичкој основи и уклоњен из вида одмах након што му је посвећена огромна медијска пажња, Тирнанић нуди личну подршку опсједнутим новим примитивцима изјављујући да "вјерује да је верзија младог Карајлића заиста била само проклето појачало “. Писац затим поставља да „иако ће у неком будућем тренутку бити потпуно неважно да ли су ова деца измасила оно што им се приписује, ништа од тога не утиче на суштину ствари, јер чак и ако је ова јавна истрага била усредсређена на оно што је Карајлић мислио је да његова шала на сцени у Ријеци није лансирана на начин на који је била,на рачун једног момка, рекао ми је тако, цела нова примитивна ствар ће се увек горко решавати на овај или онај начин. "Пре него што изложи ову тврдњу, Тирнанић се повлачи да понуди своје погледе на стваралачке заслуге Нове Примитивизам, проглашавајући га "несумњиво једном од највећих медијских и културних атракција 1984. године који се појавио као локална субкултурна филозофија као реакција на ране осамдесете године у Београду, Загребу и Љубљани у одговарајућим роцк'н'ролл миљеима када су ти градови били пунк и сцене новог таласа почеле су да се смањују "и сажимају као" јединствен и једноставан програм који потпуно елиминише опасност да икада постане, чак и несвесно или случајно,епигон глобалног тренда због афирмације осебујног културног садржаја који потиче из аутентичног природног ресурса -хомо балцаницус - са својим широким спектром друштвено - фолклорних карактеристика: од повлачења чакије до опционалне личне хигијене ". Тирнанић наставља напомињући да" није увек лако рећи да ли је др. Неле Карајлић и Елвис Ј. Куртовић ражњују ликове о којима приповедају, препуштајући их ироничном кампус Дас ист Валтер . Када је у питању Топ листе Надреалиста " а 1984 серије, иако га је" добродошао дашак свежег ваздуха на бајатог југословенској телевизији "с обзиром, писац и сматра да је" његова социјалистичка - камп стил је двадесетак година прекасно, након Јована Ристиц  [ р ] 'с еарли 1960с игра у ДАДОВ  [ ср ] и комарац кабаре ".

## Наслеђе
Нови примитивизам као поткултурни покрет задржао је значај и након званичног распада 1987. године.
Романописац, и рођени Сарајлија, Миљенко Јерговић у свом се литерарном опусу као новински колумниста у више наврата освртао на нови примитивизам, спомињући га с радошћу и у позитивном светлу. Пишчеви комплименти за протагонисте покрета крећу се у широком распону: од похвала њиховом доприносу сарајевском грађанском поносу до дивљења техникама приповедања и употреби језика у њиховим песмама и хумористичким скечевима. Почетком деведесетих година 20. века он је резимирао нови примитивизам као "општи културни еманципаторски покрет који је Босанце требало да ослободи комплекса вечне инфериорности према Загребу и Београду". У колумни из 2014. године покрет је објаснио као "гест самоироније, који је послужио као начин да се град Сарајево извуче из своје културолошке учаурености и, бар на кратко, постане културна престоница Југославије" пре него што је додао да је то такође донело "исмевање режима и потпуну карневализацију свакодневног живота, док је повезало фантастичну способност да исприча" малу причу ", као и да пружи данак и омаж кроз приповедање".  Пишући 2017. о језику, стилу и метафоричким асоцијацијама које су користили нови примитивци, Јерговић је на све то гледао као на "дио умјетне сарајевске чаршије"код који су ови момци измислили да би испричали своје приче и написали своје песме, исти код који би на крају нашао пут до градских улица, па чак и до његових интелектуалних салона - говнара нове сарајевске културне и књижевне елите ". Јерговић надаље узвикнуо у истом делу да "језик у раним Топ листама надреалиста и почетним албумима Забрањеног пушења и ЕЈК & ХМ -а није имао никаквог утицаја у стварности јер нико у граду Сарајеву није тако говорио", објашњавајући све то као " персифлаж"својеврсно исмијавање самог себе које је претпостављало све врсте уљепшавања. "Закључио је рекавши да је" оно што је почело као персифлажа ускоро завршило као широко прихваћен стандард [у Југославији] толико да је због ових неколицине јединствено талентованих и духовитих појединаца, дар хумора постао је колективан у смислу да ако је истинит стереотип да су Цигани добри у пјевању и свирању инструмената, и ако сви црнци знају плесати и држати ритам, онда сви у Босни морају бити способни испричати виц и забавити гомилу “.
У свом оштром укору покрета из 1993. године, Мухидин Џанко, професор на Филозофском факултету Универзитета у Сарајеву, означио је нови примитивизам као "изузетно антиисламски покрет" који је "захваљујући харизми његових протагониста, успио директно опструирати па чак и елиминирати национална осјећања босанско -муслиманске омладине, од којих су већина поносни припадници 'нове примитивне нације' ". Надаље, видио је да је поетика новог примитивизма укоријењена у његовом специфичном језику који садржи "наводне говорне обрасце и говор сарајевске чаршије и махале ", прије него што ју је одбацио као "Оријентална лексикологија “.
Зоран "Цане" Костић, фронтмен Партибрејкерса, није био љубитељ новог примитивизма; то је успут споменуо током интервјуа 1997. године, осврћући се на ране године свог бенда и посебно се присећајући комерцијалног успеха у целој Југославији Плави Оркестар и Црвене Јабуке из средине осамдесетих, који је имао своју одскочну даску у Београду: „Средином 1980-их, музичка сцена у граду је поново почела да се појављује и нови бендови су почели да се појављују. Али, то је био лош пут. Босанци (Плави Оркестар и Црвена Јабука) ушли су у Београд негде око 1986. одмах након што су ови храбри нови примитивни момци поставили сцену за њих су били њихови тројански коњи. Никада нисам ушао у ту нову примитивну ствар управо зато што сам у њој видео нешто друго. Мислим, на крају, њихова глупа глупост омогућила је бенду попут Валентина  [ ср ] да освоји Београд.
Многима је нови примитивизам добио додатну важност у контексту распада Југославије. Књиге попут „ Схаке, Раттле анд Ролл“ из 2013 .: Југословенска рок музика и поетика друштвене критике коју је написао Далибор Мишина, доцент за социологију на Универзитету Лакехеад, посвећују значајан део проучавању укупног значаја новог примитивизма у последњој деценији СФР Југославије. постојања, тврдећи да је земља могла опстати да је усвојила вредности које пропагира нови примитивизам и слични жанрови као свој нови културни модел.

Помињући успут Нови примитивизам у колумни о фолк рок бенду Нервозни Поштар из 2018. године, романописац Мухарем Баздуљ упоредио је покрет са „несташним дететом које воли да искушава стрпљење својих родитеља, својих учитеља и директора школе, али није сасвим спреман да учини чак и нешто што би заправо ризиковало избацивање из школе "пре него што закључи да је" баш као што је барок завршио у рококоу тако је и Нови примитивизам завршио у Нервозном Поштару "јер се" Нервозни Поштар појавио у време када је естетика Новог примитивизма практично постала владајућа у југословенској јавној сфери и када страх од неодобравања културне елите више није био присутан ни у том облику где вас пали да вас културна елита сматра одвратном “
Нови примитивизам је првенствено био зајебанција која је на крају схваћена мало превише озбиљно. Настао је као наш одговор на глобалне музичке трендове које је западна музичка индустрија производила и лансирала у редовним интервалима како би продала више плоча. Кад год дође до застоја у продаји, индустрија избаци нешто што се зове, на пример, нови романтизам. И онда се појављује бенд који се зове Ултравок, на пример, па смо се сви ошишали као Ултравок и ту ствар купујемо годину или годину и по дана. А онда је време за нешто ново, а исти циклус се понавља изнова ..... Као осетљиви и пријемчиви потрошачи поп-културе, брзо смо схватили да је цела ствар лажна па смо одлучили да се „придружимо“ музичкој индустрији тако што смо дошли до сопственог покрета. Нови примитивизам био би генијалан да га је преузео и неговао озбиљан концептуални уметник спреман да у њега уложи бар онолико енергије колико су они словеначки момци уложили у своју Неуе Словенисцхе Кунст. Међутим, објективно говорећи, то је увек било немогуће јер су момци из НСК озбиљно схватили своје ствари док ми никада нисмо прошли фазу зајебавања..... Требао бих додати и да је највећа разлика између Новог примитивизма и НСК у чињеница да је "стари примитивизам" опипљиво постојао, док "Алтсловенисцхе Кунст", строго говорећи, никада није постојао.

-Неле Карајлић 2012. о томе да ли је нови примитивизам био политички или културни покрет.
Једном у 100 година, добијем позив од неког ко ми се представи као истраживач који ради на неком универзитету и каже ми да жели да ми поставља питања о новом примитивизму. Моја инстантна реакција је да га зајебавам. Међутим, када ми касније пошаљу лијепо штампану књигу са тврдим повезом, морам рећи да будем поносом. Ништа ми не пружа такво задовољство као кад видим неко срање од прије тридесет година које сам написао чисто из ината, немара или пасјалука, које је сад преведено на енглески, и озбиљни људи га анализирају тражећи дубљи смисао.

-Елвис Ј. Куртовић у својој интернетској колумни 2013. о интересовању Нови примитивизам добија од друштвених научних кругова.